# Balipap Ferenc
Balipap Ferenc (Gyulaj, 1948. szeptember 23. – Pécs, 2013. július 10.) költő, szociológus, szociálpolitikus, népművelő, közösségfejlesztő. Dombóváron élt.

## Életpályája
Dombóváron a Gőgös Ignác Gimnáziumban érettségizett 1967-ben. Diplomát Szombathelyen a Tanítóképző Intézet, népművelő-könyvtáros szakon – 1974-ben;  Debrecen a Kossuth Lajos Tudományegyetem (KLTE), közművelődési előadó – 1977-ben és a Budapest Eötvös Loránd Tudományegyetem Szociológiai Intézet, szociológus, szociálpolitikus – 1988-ban szerzett. 1984-ben egyetemi doktori értekezését Debrecenben a KLTE-n védte meg.
Tamásiban dolgozott 1970 – 1974 között előadóként és népművelőként, majd 1992-ig előadóként. Művészeti főelőadóként és igazgatóhelyettesként Hajdúszoboszlón 1977-ig dolgozott.  A Dombóvári Művelődési Központ és Könyvtár igazgatója is volt – 1977-1991. Nevéhez fűződik a Nyitott Ház szakmai innováció létrejötte, a Társadalmi Filmforgalmazási Központ, az első közérdekű, közhasznú helyi Kalendárium és a Dombóvári Városi Televízió. A Művelődési Otthonban ez idő tájt alakult meg a Városvédő és Városszépítő Egyesület, Kertbarát Kör és a Kertvárosi Közművelődési Egyesület. Pécsett a Janus Pannonius Tudományegyetemen adjunktus,  1992-1993.  A Magyar Művelődési Intézet Dél-Dunántúli Közösségszolgálatának volt a vezetője , 1992-1997. A Közösségszolgálat Alapítványnál dolgozott, 1997-2001. A Magyar Művelődési Intézet általános főigazgató-helyettese,  2001-2004. Nyugdíjasként az intézet munkatársa,  2005-2007.

## Publikációk/Könyvek
- Innovációs törekvések a hetvenes évek művelődési otthonaiban – Kiállítás-sorozat a hajdúszoboszlói kis-galériában
- Dombóvári Kalendáriumok: 1984 – 1985 – 1986 – 1987
- Földet ér vándorlásunk
- Kilincs a természet kincseihez – A Tamási-Dombóvár-Hőgyész térség turisztikai adottságai és fejlesztésének lehetőségei
- Városok ifjúságsegítő munkája – 60 város önkormányzatának adatait tartalmazó önálló szociológiai felmérés eredményének ismertetése
- Ahová hazaérünk – Verses ezredvégi napló szülőfalumnak
- Beke ’60. Szakmai és baráti köszöntők, emlékek és emlékeztetések a 60 éves Beke Pálnak
- A Koronától a Kht-ig – Adalékok az 50 éves Dombóvári Művelődési Ház történetéhez
- Az illegitim andragógus-képzés megteremtője – In memoriam Durkó Mátyás (1926-2005)

## Tanulmányok/újságcikkek
- Irodalom a képernyőn – Kultúra és Közösség, 1979. 1. sz. 103-107. l.
- A kis-galériák sorsa – Alföld, 1981. 8. sz.
- Az innovatív (nyitott) művelődési otthon funkciója és szervezete – Népművelés, 1987. 4. sz. 26-29. l.
- A műveletlenség társadalomellenes tény – Magyar Nemzet, 1988. október 14. 4. l.
- A magyarországi settlement története – Esély, 1989. 1-2. sz. és 1990. 1.sz.
- „Nekünk az erdőből csak a madárfütty jutott…” – Helyi kultúra és helyi társadalom Gyulaj községben – A falu. 1993 ősz
- A társadalom előbbre való a gazdaságnál – Magyar Nemzet, 1995. szeptember, 5. sz. 13. l.
- Települések ifjúság(politika)i koncepciója. In.: Ifjúságsegítés – az új évezred küszöbén.
- A pártállami közművelődés polgári társadalmi művelődéssé alakulásának szükségessége és nehézségei – Új Holnap
- Egy nemzeti közösségi művelődési stratégia alapvonalai (és készítésének vázlata) – Szín
- Se állandóság, se változás. Feljegyzések a rendszerváltáson kívül hagyott közművelődésről; avagy: a rendszerváltó közművelődés esete a rendszerváltással – Új Holnap
- A társadalom- és közösségfejlesztés, mint szakmai tevékenység hozzákapcsolása a Nemzeti Fejlesztési Tervhez. In.: 40 éves a közművelődési szakemberképzés Szombathelyen
- Európai nemzeti felemelkedés – polgári műveltségen alapuló társadalomfejlesztéssel. In.: Visegrádi disputa II.
- A közművelődés rejtett világa. In.: Az illegitim andragógus-képzés megteremtője

## Versei
Verseit  publikálta,  
- napilapokban: Tolna Megyei Népújság, Hajdú Bihari Napló
- hetilapokban: Képes Újság, Élet és Irodalom
- folyóiratokban: Jelenkor, az Alföld, Új Írás
- a Forrásban, a Mozgó Világban, a Zempléni Múzsában
- irodalmi antológiákban – pl. Hétköznapok, Bp. 1980; Kikötő, Debrecen, 1981; Földet ér vándorlásunk, Bp., 1988

## Kitüntetései
- Bessenyei György-díj – 1994
- Gyulaj község díszpolgára – 2007
- Dombóvár Város Elismerő Díszjelvénye – 2012